# Lekarz swojego honoru
Lekarz swojego honoru (hiszp. El medico de su honra) – dramat Pedra Calderóna de la Barki z 1635 roku.

## Osoby
| Osoba                         | Jej rola w dramacie                |
| ----------------------------- | ---------------------------------- |
| Don Pedro                     | król Kastylii i Léonu              |
| Don Henryk                    | infant, brat królewski             |
| Don Gutierre Alfonso de Solis | mąż Mencji                         |
| Don Arias                     | dworzanin don Henryka              |
| Don Diego                     | dworzanin don Henryka              |
| Kokin                         | masztalerz don Guiterre'a, trefniś |
| Ludovico                      | cyrulik                            |
| Doña Mencja de Acunia         | żona don Guiterre'a                |
| Doña Leonora                  |                                    |
| Ines                          | pokojówka doni Mencji              |
| Hiacynta                      | niewolnica                         |

## Czas i miejsce akcji
Akcja sztuki rozgrywa się w Sewilli i w kwincie don Gutierre'a pod Sewillą za panowania Piotra I Okrutnego (1350-1369).

## Treść

### Dzień I

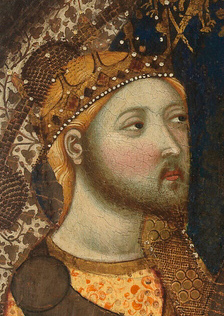
Henryk, przyrodni brat don Pedra

Don Henryk podczas polowania spada z konia i traci przytomność. Król odjeżdża do Sewilli, tam będzie czekał wiadomości o zdrowiu brata. Niespokojni o zdrowie księcia don Diego i don Arias zanoszą go do najbliższego domu. Jego pani donia Mencja jest wstrząśnięta widokiem gościa. Don Henryk oprzytomniawszy, jest zachwycony. Na wiadomość, że Mencja jest zamężna, chce natychmiast opuścić dom. Nadchodzący don Guiterre namawia go, by pozostał, udaje mu się podarować księciu tylko swą klacz. Sam też chce wyjechać do Sewilli, mimo nalegań żony, która jest zazdrosna o donię Leonorę.
Przed królem stają suplikanci. Donia Leonora prosi go o sprawiedliwość. Zabiegał o jej względy don Gutierrre, obiecał ją poślubić, a gdy zyskał jej wzajemność, porzucił ją. Ponieważ widywano ich razem w jej domu, choć do niczego nie doszło, jej cześć została zszargana i pozostaje jej dokonać życia w klasztorze. Chce jednak, by don Gutierre wynagrodził jej krzywdę i wyłożył na jej utrzymanie w zakonie. Kokin, masztalerz don Gutierre'a, zostaje królewskim błaznem, jeśli w ciągu miesiąca nie rozśmieszy swego chlebodawcy, ten wybije mu zęby. Naciskany przez króla don Gutierre ostatecznie przyznaje, że stracił zainteresowanie donią Leonorą, gdy pewnego dnia ujrzał uciekającego z jej domu przez balkon mężczyznę. Don Arias przyznaje, że to on przybył wówczas do domu doni Leonory na spotkanie ze swoją ukochaną, a uciekł, by nie narażać na szwank honoru swej dobrodziejki. Wyzywa don Gutierre'a na pojedynek. Za wyciągnięcie broni w jego obecności król każe obydwu aresztować. Upokorzona Leonora życzy Gutierre'owi, by dotknęła go podobna zniewaga.

### Dzień II
Don Henryk, korzystając z aresztowania don Gutierre'a przybywa nocą do jego domu i przekupiwszy sługę, Hiacyntę, zakrada się do altany, w której przebywa donia Mencja. Zaskoczona kobieta prosi go, by natychmiast opuścił jej dom. Niespodziewanie zjawia się don Gutierre, któremu strażnik pozwolił na parę godzin wrócić do domu. Donia Mencja ukrywa infanta. Po przywitaniu męża udaje, że zobaczyła jakąś męską postać i upuszcza świecę. W zupełnej ciemności Hiacynta wyprowadza księcia. Don Gutierre znajduje jednak zgubiony przez niego puginał. Nic o tym jednak nie mówi żonie.
Don Henryk uzyskuje u brata zgodę na zwolnienie z więzienia don Ariasa. Przy okazji uwalnia i don Gutierre'a, który odkrywa, że puginał pasuje do noszonej przez księcia pustej pochwy. Król powraca z nocnego obchodu miasta, jest wstrząśnięty panującym zepsuciem obyczajów. Kokin nadaremnie stara się go rozbawić. Don Arias proponuje doni Leonorze, że ją poślubi. Jej małżeństwo byłoby jednak potwierdzeniem podejrzeń don Gutierre'a. Leonora odmawia. Zżerany zazdrością don Gutierre zakrada się nocą do swego domu, gasi świecę i budzi swą żonę, ta myśląc, że to znowu książę każe mu opuścić dom. Wstrząśnięty ziszczeniem się jego podejrzeń Gutierre udaje, że właśnie przybył do domu. Bierze żonie za złe, że śpi w altanie, jej niepokój tłumaczy sobie na jej niekorzyść. Wybucha w ataku zazdrości, przeraża tym żonę. Opanowuje się jednak, postanawia pokryć swą hańbę cmentarzem.

### Dzień III

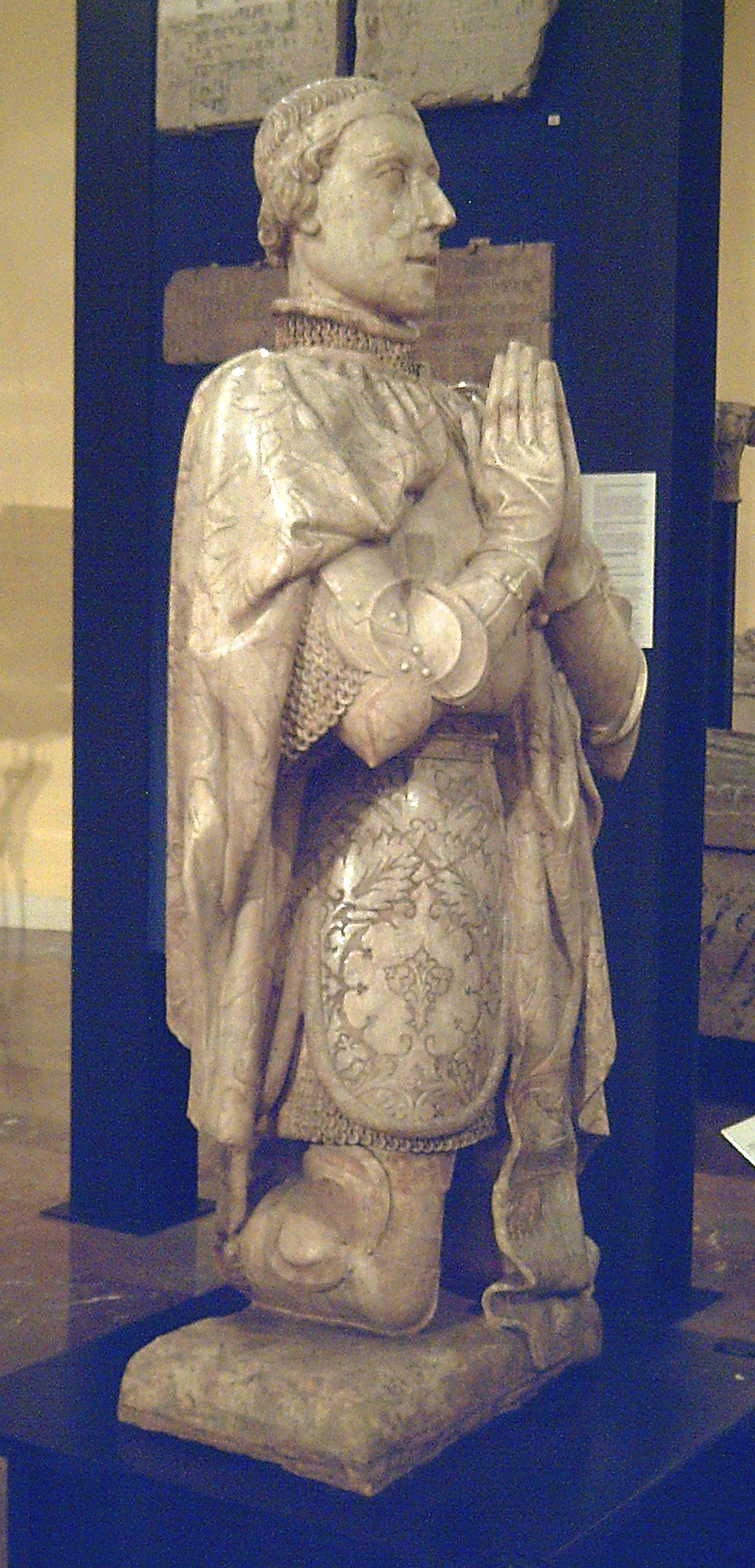
Don Pedro, król Kastylii i Léonu

Don Gutierre skarży się przed królem na don Henryka, że próbuje uwieść jego żonę, na dowód pokazuje znaleziony puginał księcia. Widząc nadchodzącego Henryka, król ukrywa Gutierre’a za zasłoną. Podczas wypytywania brata, gdy ten przyznaje, że kocha Mencję, nie pozwala mu się wytłumaczyć mając na uwadze słuchającego wszystkiego don Gutierre’a. Podczas przekazywania puginału Henryk przypadkowo rani brata. Król widzi w tym spisek na swoje życie. Henryk udaje się na wygnanie, król pomieszany wychodzi. Don Gutierre podnosi porzucony sztylet, postanawia odebrać nim życie Mencji. Mencja obawia się, sądząc po zachowaniu męża, czy w nocy w ciemności to nie on jednak z nią rozmawiał. Zjawia się Kokin i zawiadamia, że don Henryk z jej powodu opuszcza Sewillę. Hiacynta radzi Mencji, by dla uniknięcia plotek i ratowania swojej czci napisała do księcia, by został w Sewilli. Zjawia się don Gutierre, który po zmieszaniu służby, zgaduje, że coś się święci. Wpada do pokoju żony, wyrywa jej list, z którego dowiaduje się, że żona prosi księcia, by pozostał na miejscu. Mencja traci przytomność, kiedy ją odzyskuje, znajduje list, w którym mąż daje jej dwie godziny na przygotowanie się do śmierci.
Don Henryk wyjechał do brata do Konsegry. Król podejrzewa spisek. Don Gutierre przyprowadza do swego domu, pod groźbą śmierci, chirurga z zasłoniętymi oczyma. Chirurg ma puścić krew jego żonie. Chce w ten sposób upozorować naturalną śmierć poprzez wykrwawienie się w wyniku zerwania bandaży przez chorą. Odprowadzając chirurga, którego chce zabić w zaułku natyka się na króla, zostawia go więc i wycofuje się. Chirurg opowiada królowi, co mu się przydarzyło i jak po omacku dotykał zakrwawioną ręką ścian budynków, aby zaznaczyć miejsce zbrodni. Kokin zawiadamia króla, że don Gutierre zastał swą żonę piszącą list do księcia i ma zamiar ją zabić. Król z don Diegiem po śladach trafiają pod dom don Gutierre’a. Spotykają donię Leonorę. Z bramy wypada don Gutierre i opowiada przygotowaną wcześniej historię. Król nakazuje wobec tego don Gutierre’owi poślubić Leonorę. Don Gutierre wzdraga się wstępować jeszcze raz na tak mozolną drogę, objawia więc królowi wszystkie podejrzenia zdrady, na które się natknął, i które znów na niego mogą czyhać. Król każe mu w każdej sytuacji być wyrozumialszym i tłumaczyć ją na korzyść przyszłej żony.

## Analiza
Utwór należy do Calderonowskich dramatów zazdrości i zemsty, trudnych do ocenienia przez współczesnego czytelnika czy widza, jako że stanowią apoteozę bezwzględnej władzy mężczyzny nad kobietą, a jednocześnie lubują się w okrucieństwie, a nawet pewnego rodzaju sadyzmie. Mąż za podejrzenie o zdradę, nie sprawdzając nawet jego prawdziwości, karze żonę wyrafinowaną śmiercią – sprowadzonemu nocą cyrulikowi każe przeciąć żonie żyły, dlatego że dowiaduje się o obecności obcego mężczyzny w jego domu pod jego nieobecność. Chorobliwa podejrzliwość i zazdrość doprowadza go do zabójstwa żony, usiłowania zamordowania lekarza, którego rękami je przeprowadził i próby zamaskowania swego postępowania. Ostatecznie lekarzem jego honoru zostaje król, który każe mu poślubić kochaną niegdyś Leonorę i powstrzymać się od pochopnych podejrzeń, dopuścić możliwość zdrady sług, poskarżyć się w potrzebie królowi, a nade wszystko uwierzyć, że cnota ostoi się wobec przeciwności. Pod względem obyczajowym powodzenie tego typu dramatów u XVII-wiecznych Hiszpanów jest nie mniejszą zagadką, niż ich przywiązanie do walk byków.
Lekarz swego honoru został po raz pierwszy przetłumaczony na język polski z niemieckiego w 1827, wtedy też utwór miał premierę na scenie polskiej. Tłumaczenia i wystawienia sztuki na lwowskiej scenie dokonał J. N. Kamiński, w roli Gutierre'a wystąpił znakomity aktor Warszawskich Teatrów Rządowych – Jan Królikowski. W 1870 roku rolę tę wybrał na swój benefis Bolesław Ładnowski, który określił jąː Otello, tylko na inny manier.